# Botafogo

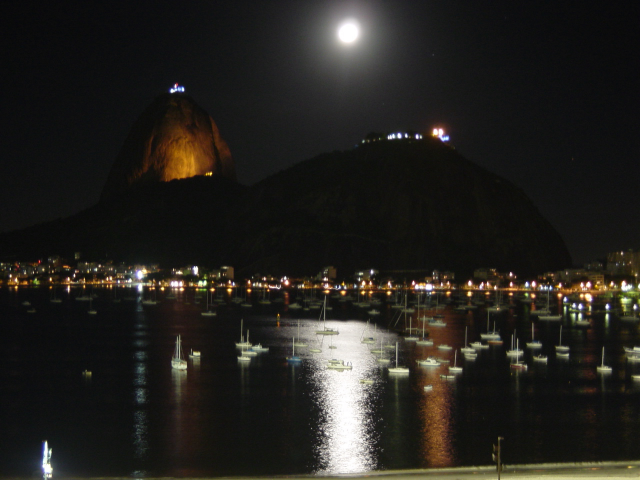
Nachtansicht des Hafens von Botafogo; im Hintergrund der Zuckerhut

Botafogo ist ein Stadtteil (bairro) von Rio de Janeiro, Brasilien, der an der Wasserseite gelegen ist. Der Stadtteil befindet sich zwischen den Hügeln Mundo Novo, Santa Marta (der den Stadtteil von Laranjeiras trennt) und Morro de São João (der ihn von Copacabana trennt). Es lebt dort in erster Linie eine Mittelschichtbevölkerung Rio de Janeiros. Namensgebend war João Pereira de Sousa Botafogo, welcher während der Kolonialzeit der Eigentümer des Stück Landes war, auf dem sich heute Botafogo befindet. Der Name bedeutet wörtlich übersetzt „setz es in Brand“ und steht in Verbindung mit dem italienischen Nachnamen Buttafuoco.
Der Botafogo-Strand befindet sich an der Guanabara-Bucht und liegt somit abgeschirmt vom Atlantischen Ozean in der Nähe der Urca-Halbinsel und des Zuckerhutes. 
Botafogo weist eine hohe Konzentration an Cafés, Kinos und Theater auf. In Botafogo befinden sich auch zwei der größten Einkaufszentren der Stadt, das Praia de Botafogo Shopping und das Shopping RioSul. Internationale Bekanntheit hat der Stadtteil durch den Fußballverein Botafogo FR.
Ferner wurden in Botafogo die Opernsängerin Bidu Sayão und der Musiker Carlos Lyra geboren.
Außerdem ist dieser Stadtteil Rios Namenspatron des gleichnamigen Tanzschrittes in der Samba.
Gemeinsam mit den benachbarten Stadtteilen Catete, Cosme Velho, Flamengo, Glória, Humaitá, Laranjeiras und Urca bildet Botafogo auch den gleichnamigen IV. Stadtbezirk (Região Administrativa).

## Sehenswürdigkeiten
- Das Elternhaus von Ruy Barbosa
- Das Museu do Índio – ein Indio-Museum, welches die Kulturgeschichte der einheimischen Bevölkerung Brasiliens darstellt.

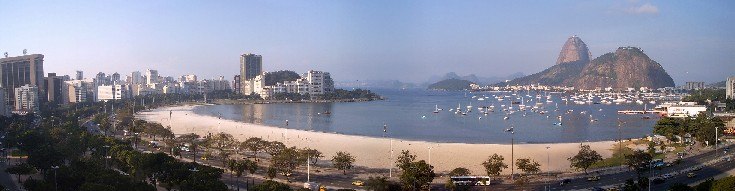
Der Strand von Botafogo

- Das Villa-Lobos Museum.